# Хуайян
Хуайя́н (кит. упр. 淮阳, пиньинь Huáiyáng, буквально: «с янской [северной] стороны от реки Хуайхэ») — район городского подчинения городского округа Чжоукоу провинции Хэнань (КНР).

## История
Легенды утверждают, что именно здесь находилась столица при Фу Си и Шэнь-нуне.
В античные времена в этих местах находилась столица царства Чэнь. В 479 году до н. э. Чэнь было аннексировано царством Чу. В 278 году до н. э. царство Цинь захватило большой кусок территории на западе Чу, на котором находилась столица царства, и Чу было вынуждено перенести столицу в эти места.
После того, как царство Цинь объединило всю страну, создав первую в истории Китая централизованную империю, в этих местах был создан уезд Чэньсянь (陈县).
При империи Северная Вэй уезд Чэньсянь был присоединён к уезду Сянсянь (项县).
При империи Суй из уезда Сянсянь был выделен уезд Ваньцю (宛丘县).
При империи Мин уезд Ваньцю был расформирован, и эти земли перешли под непосредственное управление властей области Чэньчжоу (陈州).
При империи Цин область Чэньчжоу стала в 1724 году «непосредственно управляемой» (то есть была подчинена напрямую властям провинции Хэнань, минуя промежуточное звено в виде управы). В 1734 году Чэньчжоу была поднята в статусе до управы, а для администрирования земель, на которых размещались власти управы, был образован уезд Хуайнин (淮宁县).
После Синьхайской революции в Китае была проведена реформа структуры административного деления, и в 1913 году области с управами были упразднены, а уезд Хуайнин был переименован в Хуайян (淮阳县).
В 1949 году был создан Специальный район Хуайян (淮阳专区), и уезд вошёл в его состав. В 1953 году Специальный район Хуайян был расформирован, и уезд перешёл в состав Специального района Шанцю (商丘专区). В 1958 году Специальный район Шанцю был присоединён к Специальному району Кайфэн (开封专区), но в 1961 году был восстановлен.
В 1965 году был создан Специальный район Чжоукоу (周口专区), и уезд вошёл в его состав. В 1969 году Специальный район Чжоукоу был переименован в Округ Чжоукоу (周口地区).
8 июня 2000 года постановлением Госсовета КНР были расформированы округ Чжоукоу и городской уезд Чжоукоу, и образован городской округ Чжоукоу.
В 2019 году уезд Хуайян был преобразован в район городского подчинения.

## Административное деление
Район делится на 7 посёлков и 11 волостей.